# 테네시강군
테네시강군(영어: Army of the Tennessee)은 테네시강의 이름을 따서 만든 남북 전쟁 서부 전역에서 활약한 북군 부대다. 

## 같이 보기
- 테네시군